# Teorema di von Zeipel
In astrofisica, il teorema di von Zeipel afferma che il flusso radiativo, {\displaystyle F}, in una stella che ruota uniformemente è proporzionale alla gravità effettiva, {\displaystyle g_{eff}}. In particolare:
{\displaystyle F=-{\frac {L(P)}{4\pi GM_{*}(P)}}g_{eff}}.
Da ciò è possibile calcolare la temperatura effettiva, {\displaystyle T_{eff}}, ad una data colatitudine, {\displaystyle \theta }, dalla gravità effettiva locale
{\displaystyle T_{eff}(\theta )\sim g_{eff}^{1/4}(\theta )}.